# GAGAGA
〈GAGAGA〉(가가가, 일본어: ガガガ)는 SDN48의 데뷔 싱글이다. 2010년 11월 14일, 유니버설 뮤직을 통해 발매되었다.

## 개요
- AKB48, SKE48의 싱글 같이, 2종류의 통상반과 극장반이 동시에 발매. 통상반은, 각각 쟈켓 및 수록 내용이 다르다.
- 표제곡 〈GAGAGA〉참가 멤버 12명의 선발은 TV 아사히 〈자라의 여자들(すっぽんの女たち)〉 프로그램 내에서 발표되었다.
- 12명의 선발 멤버 결정 방법은
  - TV 아사히 〈자라의 여자들(すっぽんの女たち)〉프로그램 공식 휴대 홈페이지로부터의 투표(1휴대 1일 1회까지)
  - TV 아사히 〈자라의 여자들(すっぽんの女たち)〉프로그램 공식 휴대 홈페이지로부터가 기다려 화상의 다운로드 수
  - 멤버 각각의 GREE의 블로그로의 기사의 열람 수
- 상기 3로의 포인트 제로의 상위 12명이 결정되었다.
- 일본 발매와 동시에 한국에서도 발매되었다. 다만, 한국 프로그램으로의 출연이나 라이브는 행해지지 않았다.
- 전달에서는 일본 이외에 아시아 9개국이라도 되고 있다.
- 위스파보이스로 불리고 있다.
- 가사의 일부가 한국어가 되어 있다.

## 참가 멤버

### GAGAGA
(굵은 글씨는 센터, 괄호 내는 메이저 데뷔 싱글 선발로의 순위.)
- 1기생 : 아키타 카즈에 (11위), 이토 카나 (10위), 우메다 하루카 (6위), 우라노 카즈미 (5위), 오오호리 메구미 (1위), 카토 마미 (8위), 코하라 하루카 (9위), 사토 유카리 (2위), 세리나 (7위), 첸츄 (권외), 노로 카요 (3위)
- 2기생 : KONAN (4위)

※ 종합 12위의 후쿠야마 사쿠라는 지병의 악화에 의한 SDN48 멤버 졸업 및 선발 멤버 사퇴를 발표. 대역에게 첸츄가 선출되었다.

### 고독의 러너
- SDN48 전 멤버

### 에로스의 트리거
「언더걸즈 A」 명의 (굵은 글씨는 센터)
- 1기생 : 이마요시 메구미, 오오코치 미사, 카이다 쥬리, 나츄, 니시쿠니하라 레이코, 하타케야마 치사키, 미츠이 히로미
- 2기생 : 오오야마 아이미, 키모토 유키, 나츠코, 후지코소 유미, 마츠시마 루미

### 사도에 건넌다
「언더걸즈 B」 명의 (굵은 글씨는 센터)
- 1기생 : 코치 마사미, 콘도 사야카, 테즈카 마치코
- 2기생 : 아이카와 유키, 아키코, 이토 마나, 다카하시 유이, 타니사키 토모미, 츠다 마리나, 니노미야 유카, 후쿠다 아카네, 호소다 미유우

## 수록곡

### 통상반A
1. GAGAGA
(작사：아키모토 야스시, 작곡：HARANHN, 편곡：사사키 유타카)
2. 고독한 러너(孤独なランナー)
(작사：아키모토 야스시, 작곡：미야지마 리츠코, 편곡：노나카“야”유이치)
3. 에로스의 트리거(エロスのトリガー)
(노래：언더걸즈 A, 작사：아키모토 야스시, 작곡：SQR, 편곡：SQR·j.hill)
4. GAGAGA (off vocal ver.)
5. 고독한 러너(孤独なランナー) (off vocal ver.)
6. 에로스의 트리거(エロスのトリガー) (off vocal ver.)

DVD
1. 「GAGAGA」Music Clip
2. 「고독한 러너(孤独なランナー)」Music Clip
3. 「에로스의 트리거(エロスのトリガー)」Music Clip

특전 (첫회 프레스분만)
- 「유혹의 카터(誘惑のガーター)」오오시마 유코, 코지마 하루나, 시노다 마리코 from AKB48 Special ver.(Live in YOKOHAMA ARENA)
- SDN48 CD 데뷔 축하 코멘트 from AKB48 전편

### 통상반B
1. GAGAGA
2. 고독한 러너(孤独なランナー)
3. 사도에 건넌다(佐渡へ渡る)
(노래：언더걸즈 B, 작사：아키모토 야스시, 작곡·편곡：와카타베 마코토)
4. GAGAGA (off vocal ver.)
5. 고독한 러너(孤独なランナー) (off vocal ver.)
6. 사도에 건넌다(佐渡へ渡る) (off vocal ver.)

DVD
1. 「GAGAGA」Music Clip
2. 「고독한 러너(孤独なランナー)」Music Clip
3. 「사도에 건넌다(佐渡へ渡る)」Music Clip

특전 (첫회 프레스분만)
- 레코딩 & MV 메이킹 영상
- SDN48 CD 데뷔 축하 코멘트 from AKB48 후편

### 극장반
1. GAGAGA
2. 고독한 러너(孤独なランナー)
3. 에로스의 트리거(エロスのトリガー)
4. 사도에 건넌다(佐渡へ渡る)

특전
- 극장반 발매 기념 사진회 참가권

### 한국반
1. GAGAGA
2. 고독한 러너(孤独なランナー)
3. 에로스의 트리거(エロスのトリガー)
4. 사도에 건넌다(佐渡へ渡る)
5. GAGAGA (off vocal ver.)
6. 고독한 러너(孤独なランナー) (off vocal ver.)
7. 에로스의 트리거(エロスのトリガー) (off vocal ver.)
8. 사도에 건넌다(佐渡へ渡る) (off vocal ver.)

DVD
1. 「GAGAGA」Music Clip

특전
- 선발 멤버의 사진 카드 (12매)